# Alberto Luiz de Souza
Alberto Luis de Souza (Campo Grande, 27 april 1975), ook wel kortweg Alberto  genoemd, is een voormalig Braziliaans voetballer.